# Lato Zet i Dwójki 2013
Lato Zet i Dwójki 2013 – trzecia edycja trasy koncertowej „Lato Zet i Dwójki”, składającej się z czterech otwartych koncertów w Kołobrzegu, Słubicach, Toruniu i Uniejowie, transmitowanych na żywo przez TVP2. Trasę prowadzili Tomasz Kammel oraz Tomasz Florkiewicz. Obu prezenterów wspomagał redaktor Radia Zet, Kamil Nosel.
Koncert inauguracyjny trasy odbył się 7 lipca w Kołobrzegu, zaś ostatni miał miejsce 25 sierpnia w Uniejowie.
Wstęp na wszystkie koncerty był wolny. Za każdym razem w czasie koncertu trwało esemesowe głosowanie na najlepszy występ, a laureat na sam koniec konkursu ponownie wykonywał zwycięski utwór. Laureatami poszczególnych dni konkursowych zostali: Rafał Brzozowski („Za mały świat” oraz „Tak blisko”), zespół LemON („Napraw”), Pectus („Barcelona”) oraz Enej („Skrzydlate ręce”).

## Kołobrzeg, 7 lipca 2013
Pierwszy, inauguracyjny koncert trzeciej edycji trasy koncertowej „Lato Zet i Dwójki” miał miejsce 7 lipca 2013 roku w Kołobrzegu. Koncert odbył się na plaży przy Kamiennym Szańcu. W czasie jego trwania, widzowie w głosowaniu esemesowym przyznawali nagrodę za najlepszy występ, którą ostatecznie zdobył Rafał Brzozowski za medley utworów „Za mały świat” oraz „Tak blisko”. Dzień przed koncertem na scenie odbyły się minirecitale Łukasza Zagrobelnego, Anny Wyszkoni oraz zespołu Goya.

### Wykonania konkursowe
| Lp. | Artysta                     | Piosenka                                                      | Źródło |
| --- | --------------------------- | ------------------------------------------------------------- | ------ |
| 1.  | Formacja Nieżywych Schabuff | „Lato”                                                        | [ 13 ] |
| 2.  | Groove Coverage             | „Poison”                                                      | [ 13 ] |
| 3.  | Groove Coverage             | „God Is a Girl”                                               | [ 13 ] |
| 4.  | Sylwia Grzeszczak           | „Małe rzeczy” / „Flirt”                                       | [ 13 ] |
| 5.  | Poparzeni Kawą Trzy         | „Kawałek do tańca” / „All That She Wants” (cover Ace of Base) | [ 13 ] |
| 6.  | Łukasz Zagrobelny           | „U mnie maj”                                                  | [ 13 ] |
| 7.  | Michał Sobierajski          | „Lady (Hear Me Tonight)” (cover Modjo)                        | [ 13 ] |
| 8.  | Formacja Nieżywych Schabuff | „Ławka”                                                       | [ 13 ] |
| 9.  | Formacja Nieżywych Schabuff | „Klub wesołego szampana”                                      | [ 13 ] |
| 10. | Anna Wyszkoni               | „Czy ten pan i pani”                                          | [ 14 ] |
| 11. | Sylwia Grzeszczak           | „Pożyczony”                                                   | [ 14 ] |
| 12. | Noisettes                   | „That Girl”                                                   | [ 14 ] |
| 13. | Mateusz Grędziński          | „Freedom” (cover George’a Michaela)                           | [ 14 ] |
| 14. | Goya                        | „Tylko mnie kochaj”                                           | [ 14 ] |
| 15. | Rafał Brzozowski            | „Za mały świat” / „Tak blisko”                                | [ 14 ] |
| 16. | Ryszard Rynkowski           | „Dziewczyny lubią brąz”                                       | [ 14 ] |
| 17. | Anna Wyszkoni               | „Zapytaj mnie o to, kochany”                                  | [ 14 ] |

## Słubice, 14 lipca 2013
Drugi koncert trasy koncertowej „Lato Zet i Dwójki 2013” miał miejsce 14 lipca 2013 roku w Słubicach. Koncert odbył się na stadionie przy ul. Sportowej 1. W czasie jego trwania, widzowie w głosowaniu esemesowym przyznawali nagrodę za najlepszy występ, którą ostatecznie zdobył zespół LemON za wykonanie utworu „Napraw”.

### Wykonania konkursowe
| Lp. | Artysta                             | Piosenka                                  | Źródło |
| --- | ----------------------------------- | ----------------------------------------- | ------ |
| 1.  | De Mono                             | „Póki na to czas”                         | [ 16 ] |
| 2.  | Margaret                            | „Thank You Very Much”                     | [ 16 ] |
| 3.  | Alex Hepburn                        | „Under”                                   | [ 16 ] |
| 4.  | Liber i Natalia Szroeder            | „Wszystkiego na raz” / „Nie patrzę w dół” | [ 16 ] |
| 5.  | Natalia Nykiel                      | „This World” (cover Selah Sue)            | [ 16 ] |
| 6.  | Patrycja Markowska i Natalia Nykiel | „Księżycowy”                              | [ 16 ] |
| 7.  | Livingstone                         | „Beautiful”                               | [ 16 ] |
| 8.  | De Mono                             | „Statki na niebie”                        | [ 16 ] |
| 9.  | Honorata Skarbek                    | „Nie powiem jak”                          | [ 16 ] |
| 10. | Ewelina Lisowska                    | „W stronę słońca”                         | [ 17 ] |
| 11. | Ewelina Lisowska                    | „Jutra nie będzie”                        | [ 17 ] |
| 12. | LemON                               | „Napraw”                                  | [ 17 ] |
| 13. | Patrycja Markowska                  | „Break Through” / „Alter Ego”             | [ 17 ] |
| 14. | Patrycja Markowska                  | „Dzień za dniem”                          | [ 17 ] |
| 15. | Hurricane Dean                      | „Appeal”                                  | [ 17 ] |
| 16. | The Boxer Rebellion                 | „Diamonds”                                | [ 17 ] |

## Toruń, 11 sierpnia 2013
Trzeci koncert trasy koncertowej „Lato Zet i Dwójki 2013” miał miejsce 21 sierpnia 2013 roku w Toruniu. Koncert odbył się na terenie toruńskiej Motoareny. W czasie jego trwania, widzowie w głosowaniu esemesowym przyznawali nagrodę za najlepszy występ, którą ostatecznie zdobył zespół Pectus za wykonanie utworu „Barcelona”.

### Wykonania konkursowe
| Lp. | Artysta           | Piosenka                                                  | Źródło |
| --- | ----------------- | --------------------------------------------------------- | ------ |
| 1.  | Wilki             | „Urke”                                                    | [ 20 ] |
| 2.  | Ira               | „Ona jest ze snu”                                         | [ 20 ] |
| 3.  | Ira               | „Parę chwil”                                              | [ 20 ] |
| 4.  | Blue Café         | „Buena” / „Czas nie będzie czekał” / „Do nieba do piekła” | [ 20 ] |
| 5.  | Jula              | „Za każdym razem” / „Ślad”                                | [ 20 ] |
| 6.  | Mezo i Kasia Wilk | „Sacrum” / „Ważne”                                        | [ 20 ] |
| 7.  | Wilki             | „Baśka”                                                   | [ 20 ] |
| 8.  | Wilki             | „Bohema”                                                  | [ 20 ] |
| 9.  | Bracia            | „Wierzę w lepszy świat”                                   | [ 21 ] |
| 10. | Kombii            | „Słodkiego miłego życia”                                  | [ 21 ] |
| 11. | Kombii            | „Awinion”                                                 | [ 21 ] |
| 12. | Brainstorm        | „Maybe”                                                   | [ 21 ] |
| 13. | Brainstorm        | „Don't You Get It”                                        | [ 21 ] |
| 14. | Pectus            | „Barcelona”                                               | [ 21 ] |
| 15. | Pectus            | „Jak daleko a jak blisko”                                 | [ 21 ] |
| 16. | Juliusz Kamil     | „Freelove” (cover Depeche Mode)                           | [ 21 ] |
| 17. | Bracia            | „Za szkłem” / „Nad przepaścią”                            | [ 21 ] |

## Uniejów, 25 sierpnia 2013
Ostatni, czwarty koncert trzeciej edycja trasy koncertowej „Lato Zet i Dwójki” miał miejsce 25 sierpnia 2013 roku w Uniejowie. Koncert odbył się z okazji pożegnania lata, na scenie wybudowanej specjalnie na terenie Kompleksu Termy Uniejów. W czasie jego trwania, widzowie w głosowaniu esemesowym przyznawali nagrodę za najlepszy występ, którą ostatecznie zdobył zespół Enej za wykonanie piosenki „Skrzydlate ręce”. Po koncercie zaprezentowano pokaz sztucznych ogni.
Pozakonkursowo na scenie zaprezentowała się grupa Perfect w utworach „Idź precz”, „Raz po raz (straszą nas)” oraz „Autobiografia”, jak również Edyta Górniak, która wykonała single „Nie zapomnij” oraz „Teraz – tu” pochodzące z albumu studyjnego My, a także wystąpiła w trio wraz z Marią Sadowską oraz Markiem Piekarczykiem podczas prezentacji piosenki „Tysiące głosów”, napisanej przez Marka Kościkiewicza na potrzeby promocji III edycji programu The Voice of Poland.

### Wykonania konkursowe
| Lp. | Artysta           | Piosenka                        | Źródło |
| --- | ----------------- | ------------------------------- | ------ |
| 1.  | Red Lips          | „To co nam było”                | [ 24 ] |
| 2.  | Army of Lovers    | „Crucified”                     | [ 24 ] |
| 3.  | Army of Lovers    | „Signed On My Tattoo”           | [ 24 ] |
| 4.  | Natalia Sikora    | „Cry Baby” (cover Janis Joplin) | [ 24 ] |
| 5.  | Enej              | „Skrzydlate ręce”               | [ 24 ] |
| 6.  | Natalia Przybysz  | „Niebieski”                     | [ 24 ] |
| 7.  | Marika            | „Moje serce”                    | [ 24 ] |
| 8.  | Loka              | „Prawdziwe powietrze”           | [ 25 ] |
| 9.  | Enej              | „Symetryczno-liryczna”          | [ 25 ] |
| 10. | Marek Piekarczyk  | „Czy pamiętasz”                 | [ 25 ] |
| 11. | Sylwia Grzeszczak | „Pożyczony”                     | [ 25 ] |
| 12. | Maria Sadowska    | „Spis treści”                   | [ 25 ] |
| 13. | Rafał Brzozowski  | „Za mały świat”                 | [ 25 ] |
| 14. | Rafał Brzozowski  | „Tak blisko”                    | [ 25 ] |